# Распопены
Распопены, Рэспопень (рум. Răspopeni) — село в Шолданештском районе Молдавии. Относится к сёлам, не образующим коммуну.

## История
В 1940—1956 годах село являлось административным центром ныне упразднённого Распопенского района.

## География
Село расположено на высоте 199 метров над уровнем моря.

## Население
По данным переписи населения 2004 года, в селе Рэспопень проживает 2775 человек (1356 мужчин, 1419 женщин).
Этнический состав села:
| Национальность | Число жителей | Процентный состав |
| -------------- | ------------- | ----------------- |
| молдаване      | 2648          | 95.42             |
| цыгане         | 57            | 2.05              |
| румыны         | 46            | 1.66              |
| русские        | 11            | 0.4               |
| украинцы       | 10            | 0.36              |
| гагаузы        | 2             | 0.07              |
| прочие         | 1             | 0.04              |
| Всего          | 2775          | 100 %             |

## Известные уроженцы
- Сэпунару, Зуня Симхович (1910—1996) — молдавский литературный критик и переводчик.
- Чепрага, Надежда Алексеевна (род. 1956) — молдавская и советская певица.